# Katholische Akademie
Katholische Akademien sind von der römisch-katholischen Kirche im deutschen Sprachraum getragene Bildungseinrichtungen.

## Geschichte
Die katholischen Akademien in Deutschland entstanden nach den Erfahrungen des Nationalsozialismus, des Zweiten Weltkrieges und der Judenvernichtung als Anliegen engagierter christlicher Männer und Frauen, den notwendigen Neuaufbau des geistigen, gesellschaftlichen und politischen Lebens in Deutschland aus dem Geist des Evangeliums und der jüdisch-christlichen Tradition mitzugestalten. Erfahrungen aus dem kulturellen und politischen Katholizismus der Weimarer Zeit (Romano Guardini u. a.) waren hier inspirierend, ebenso wie das Vorbild der bereits 1945 gegründeten Evangelischen Akademie Bad Boll.
Die erste Katholische Akademie wurde 1951 in der Diözese Rottenburg-Stuttgart gegründet. Nach dem Fall der Mauer 1989 kam es auch zu Gründungen im Osten Deutschlands (Berlin, Dresden, Erfurt, Magdeburg).

## Katholische Akademien in Deutschland
- Akademie der Diözese Rottenburg-Stuttgart
- Bischöfliche Akademie des Bistums Aachen
- Katholische Akademie in Bayern
- Katholische Akademie des Bistums Fulda
- Katholische Akademie in Berlin
- Katholische Akademie Domschule Würzburg
- Katholische Akademie des Bistums Dresden-Meißen
- Katholische Akademie Franz-Hitze-Haus
- Katholische Akademie der Erzdiözese Freiburg
- Katholische Akademie Hamburg
- Katholische Akademie des Bistums Hildesheim, Hannover
- Thomas-Morus-Akademie Bensberg (Erzbistum Köln)
- Katholische Akademie des Bistums Magdeburg
- Katholische Akademie Rabanus Maurus Frankfurt (Bistum Limburg)
- Katholische Akademie Rhein-Neckar – Heinrich-Pesch-Haus (Bistum Speyer)
- Katholische Akademie Schwerte (Erzbistum Paderborn)
- Katholische Akademie Stapelfeld
- Katholische Akademie Mülheim an der Ruhr, Bistum Essen, siehe Wolfsburg (Mülheim an der Ruhr)
- Katholisch Soziale Akademie Ludwig-Windthorst-Haus Lingen (Ems)

## Ehemalige katholische Akademien in Deutschland
- Katholische Akademie St. Jakobushaus, Goslar (Betrieb 2021 eingestellt, Nachfolger: Katholische Akademie des Bistums Hildesheim, Hannover)
- Katholische Akademie Trier (Betrieb Ende 2012 eingestellt,[2] dann Tagungs- und Gästehaus,[3] das Mitte 2025 schließen wird[4])

## Deutschsprachige katholische Akademien außerhalb Deutschlands
- Paulus-Akademie Zürich
- Akademie am Dom[5] in Wien
- Kardinal Nikolaus Cusanus Akademie Brixen